# Latovici
I Latovici (o Latobrigi) sono noti solo da Cesare e da Orosio. Non si conosce la loro ubicazione ed è controversa la loro origine, se sia cioè celtica o germanica (come ad esempio crede Jérôme Carcopino).